# Brun borstticka
Brun borstticka (Coriolopsis gallica) är en svampart som först beskrevs av Elias Fries, och fick sitt nu gällande namn av Leif Ryvarden 1973. Coriolopsis gallica ingår i släktet Coriolopsis och familjen Polyporaceae.   Inga underarter finns listade i Catalogue of Life.
I den svenska databasen Dyntaxa används istället namnet Funalia gallica för samma taxon.  Arten är reproducerande i Sverige.